# Депо Лесная
Депо Лесная — гастрономический центр в Тверском районе Москвы. Идея открыть на месте Миусского трамвайного парка гастрономический квартал принадлежит Владиславу Юсупову. На его территории расположены 9 строений, самое большое из которых — торговый центр (фудмолл) Депо. Москва. Расположен на месте бывшего троллейбусного парка. Девелопером стала инвестиционная группа «Сигма», выигравшая право аренды и реконструкции Миусского депо сроком на 49 лет.

## История

### Конно-железнодорожный парк
Эксперименты со строительством конно-железных дорог в Москве начались с 1870-х годов, уже в 1872-м были пущены первые две линии. Опыт их эксплуатации оказался успешным, поэтому в конце 1873 года столичная управа заключила контракт с графом Алексеем Уваровым на создание полноценной сети. Для обслуживания «конки» требовалось отдельное депо — так было решено открыть Миусский парк, подряд на его строительство получил московский купец Иван Андреевич Бусурлин.
Всего за один год в 1874-м был построен целый комплекс зданий: мастерская, конюшня на 114 голов, вагонный сарай на 100 вагонов, казарма, три склада. Также на территории Миусского парка находились колодец, полицейская будка и магазины для служащих. Периметр депо обнесли забором с двумя широкими въездными воротами. Постройки преимущественно были деревянными. Открытие состоялось в августе 1874 года, 3 сентября в газете «Русские ведомости» опубликовали репортаж с торжественного мероприятия: в присутствии генерал-губернатора князя Владимира Долгорукова и других почётных гостей архиепископ Леонид отслужил молебен и окропил святой водой вагоны.
Единственное неудобство, бросившееся всем в глаза, заключается в чрезвычайно крутых поворотах, вследствие чего на подобных местах в день открытия стояло по нескольку рабочих, которые дружными усилиями направляли вагоны на надлежащий путь. <...> несмотря на это, во время переезда от Петровского парка до Иверской часовни вагоны по нескольку раз сходили с рельсов.
К 1875 году конка в столице насчитывала 7 линий и свыше 70 двухэтажных вагонов, которые перевозили по 8 млн пассажиров в год, а к 1891-му — уже 11 линий, 325 вагонов и 1539 лошадей. Из 6 обслуживающих эту сеть парков Миусский был крупнейшим.

### Миусский трамвайный парк

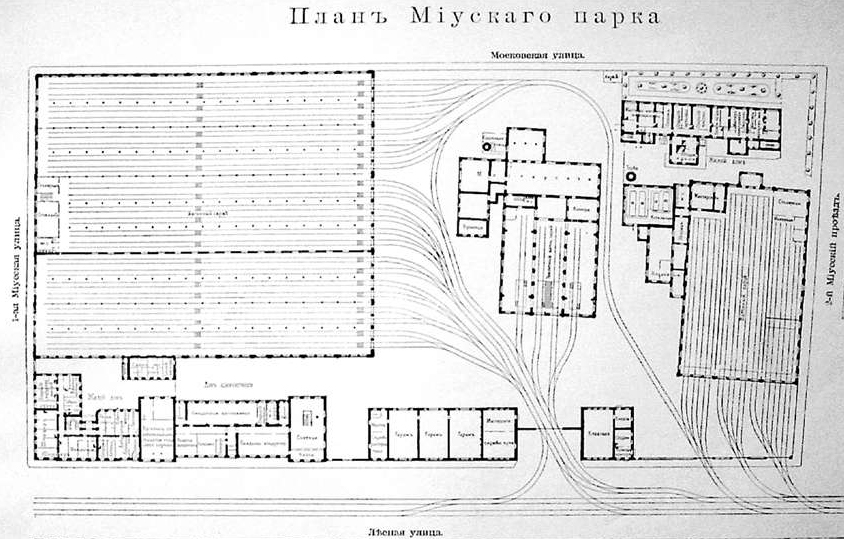
Генеральный план Миусского трамвайного парка, 1908 год

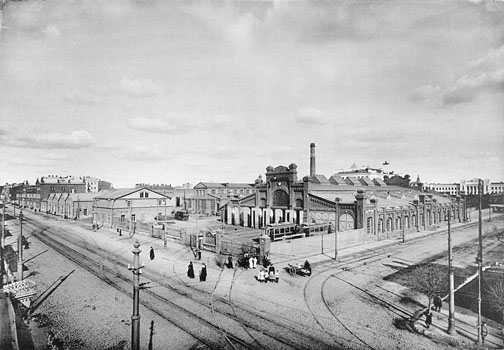
Миусский парк в 1909 году

В 1901 году начались работы по постройке первых опытных линий городского трамвая. На Миусской площади была открыта электрическая подстанция, а депо модернизировали под совместную эксплуатации конки и электрического трамвая. В 1907-м Миусский парк полностью перешёл на обслуживание нового трамвая и в 1908—1911 годах активно перестраивался. Все деревянные здания снесли и заменили каменными, в этот период появились двухэтажное здание администрации, вагонный, механический и электрический цеха.
Ансамбль Миусского парка отражает идею своей эпохи — «строить заводы как дворцы». Так называемый «кирпичный стиль» промышленной застройки того времени объединяет традиции русского зодчества с элементами романской и готической архитектуры. Комплекс зданий спроектировали архитекторы Михаил Николаевич Глейниг и Николай Константинович Жуков. Все фасады выдержаны в едином парадном стиле, кирпич красного цвета контрастирует с белыми элементами декора: аркатурными поясами, аттиками, декоративными фризами, фигурными лопатками, филёнками. Административное здание и вагонный ангар оформлены высокими окнами с полукруглым верхом, отделанными кирпичным рустом и веерными перемычками. Интерьеры решены сдержанно, в них выделялись метлахская плитка пола и филенчатые двери. Автором конструкции ангара чаще всего называют инженера Владимира Шухова. Мнения экспертов на этот счёт расходятся — известно, что Шухову приписывают массу зданий, архитектурой которых на самом деле он не занимался. Здание отличается высокими пролётами, каркас составляют стальные клёпаные фермы, общий размер — 29 на 70 метров, 8 световых фонарей, расчётная вместимость — 250 вагонов.
Рельсовую сеть и инженерную часть проекта разработал один из ведущих специалистов в области железнодорожного транспорта — Николай Абрамович Сытенко. «Веер» путевых выездов занял значительную часть территории Лесной улицы.
В 1914 году в Миусском трамвайном парке вагоновожатым и кондуктором служил писатель Константин Паустовский. Позднее в парке работал большевик Михаил Калинин, начал свою карьеру Александр Павлович Леонов — его имя впоследствии присвоил Василеостровский трамвайный парк в Санкт-Петербурге.
Миусский парк помещался на Лесной улице, в красных, почерневших от копоти кирпичных корпусах. Со времен моего кондукторства я не люблю Лесную улицу. До сих пор она мне кажется самой пыльной и бестолковой улицей в Москве.
Воспоминание о ней связано со скрежетом трамваев, выползающих на рассвете из железных ворот парка, с тяжелой кондукторской сумкой, натиравшей плечо, и с кислым запахом меди. Руки у нас, кондукторов, всегда были зелеными от медных денег. Особенно если мы работали на «медной линии».
«Медной линией» называлась линия «Б», проходившая по Садовому кольцу. Кондукторы не любили эту линию, хотя москвичи и называли ее с умилением «Букашкой». Мы предпочитали работать на «серебряной» линии «А» — на Бульварном кольце. Эту линию москвичи называли тоже ласково «Аннушкой».Константин Паустовский «Книга о жизни. Беспокойная юность. Медная линия»
Косвенно с Миусским депо связан ещё один эпизод: в 1907 году работавший в нём слесарь, участник революции 1905-го Сергей Зуев был казнён в наказание за убийство своего начальника Ф. Кребса. Впоследствии именем Зуева назвали дом культуры коммунальников работы архитектора Ильи Голосова, один из выдающихся образцов московского конструктивизма.

### Трамвайный парк имени Щепетильникова
С ноября 1921 года парку было присвоено имя Петра Щепетильникова, ранее работавшего в нём слесарем и активного участника революционных событий 1905-го. Дружина под его руководством вела боевые действия на баррикадах, которые были построены на Миусской площади, в Весковском переулке и самом трамвайном депо.
В трамвайный парк пригоняли на ремонт трамваи со всего города. В 1924 году на базе его мастерских был построен планёр «Комсомолец» Петра Клементьева. В начале 1930-х прошёл последний этап строительства — тогда к административному и жилому корпусам добавили вторые этажи.

### Троллейбусный парк

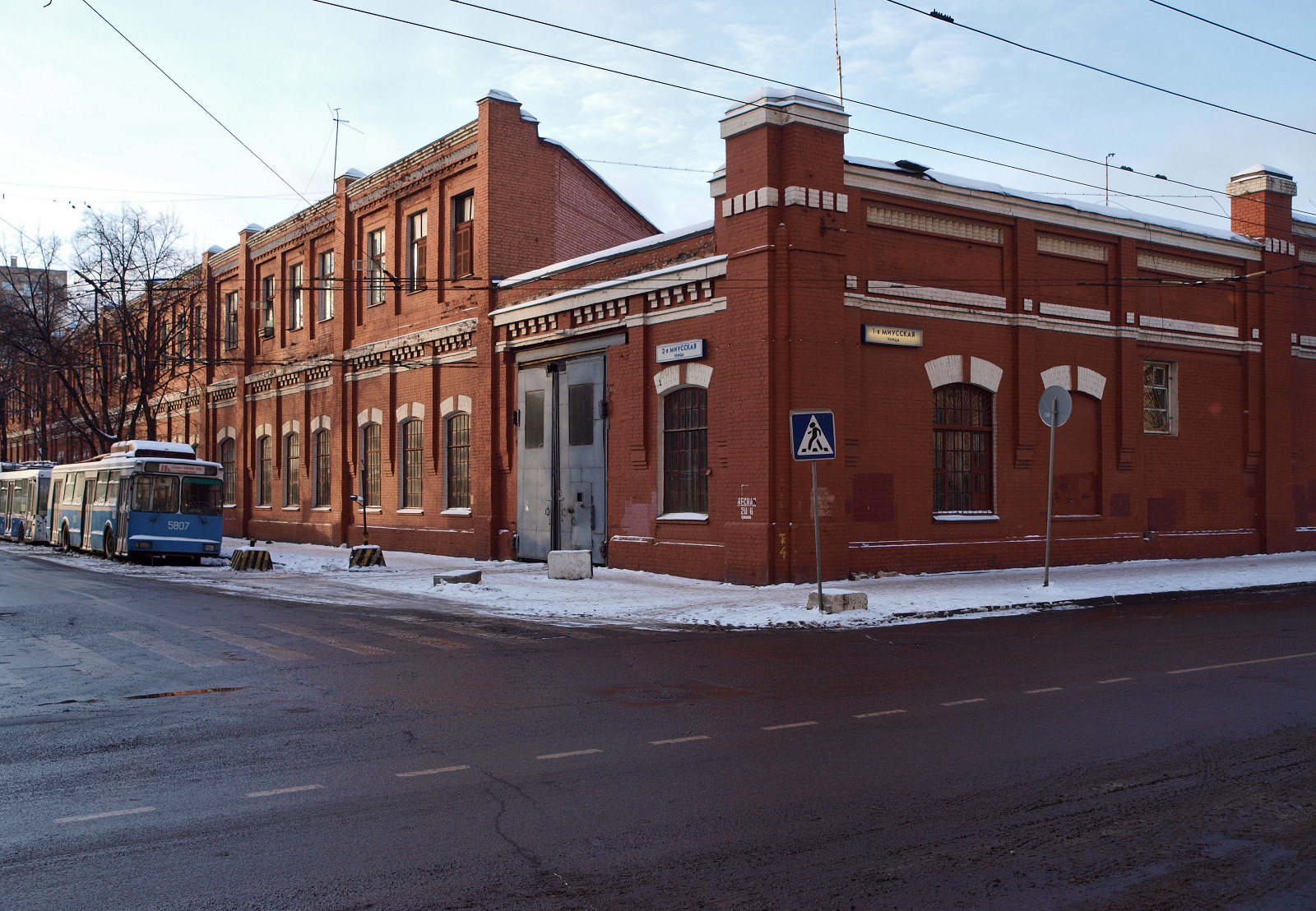
Пересечение 1-й и 2-й Миусских улиц, 2009 год

В 1952 году началась реконструкция комплекса под троллейбусный парк, переходный период длился чуть больше двух лет. Он получил название «Филиал ордена Октябрьской революции 4-й троллейбусный парк им. Щепетильникова». К июлю 1955-го парк уже насчитывал 93 троллейбуса марки МТБ-82 для 6 линий. 11 ноября 1957 года эксплуатация трамваев была прекращена.
В 1950—1960 годах в депо достроили небольшие служебные здания, выдержанные в едином стиле с основным ансамблем. В 1980-х годах провели частичный внутренний ремонт и замену перекрытий. В целом с середины по конец XX века Миусский парк не претерпел значительных изменений.
11 апреля 2014 года считается последним днём работы парка, на следующий день (12 апреля) на маршрут Бкр. (последний маршрут, обслуживаемый 4-м парком) вышли троллейбусы 5-го парка. В настоящее время депо переделывают в бизнес-центр. Категория землепользования была переведена в статус: «Для размещения объектов делового назначения, в том числе офисных центров». В мае 2017 года на территории парка была полностью демонтирована контактная сеть.

### Гастрономический центр
В 2019 году открылся сам комплекс. Девелопером стала инвестиционная группа «Сигма», выигравшая право аренды и реконструкции Миусского депо сроком на 49 лет. В главном корпусе расположился фудмолл «Депо. Москва». В остальных восьми корпусах — отдельные кафе, рестораны, банки, парикмахерские и другие заведения. Ежегодно гастроквартал «Депо» посещают более 8 миллионов посетителей.

## Описание
На территории остались исторические корпуса депо, построенные в 1908—1911 годах по проекту архитекторов Николая Жукова и Михаила Глейнинга. Здания были отремонтированы и оборудованы для посещения их большим количеством людей.
Владелец объекта — группа компаний «Киевская площадь», принадлежащая Году Нисанову и Зараху Илиеву. Идея открыть на месте Миусского трамвайного парка гастрономический квартал принадлежит Владиславу Юсупову, двоюродному брату Нисанова.
Депо Лесная занимает квартал площадью около 3,5 га, по периметру расположено семь отреставрированных исторических корпусов. Самое большое здание из них, площадью 11 тыс. м², занимает сам «Депо. Москва». В остальных расположены отдельные рестораны, сервисы и магазины.